# Bubbles (jogo eletrônico)
Bubbles (em português: Bolhas) é um jogo eletrônico de arcade fabricado pela Williams Electronics e lançado em 1982. É um jogo eletrônico de ação que possui gráficos bidimensionais (2D). Nele, jogador utiliza um joystick para controlar uma bolha numa pia de cozinha, onde objetivo é passar de nível limpando uma pia e evitando inimigos.
O desenvolvimento foi chefiado por John Kotlarik e Python Anghelo. Kotlarik desejava criar um videogame sem violência inspirado em Pac-man. Anghelo desenhou a arte e o cenário do jogo, assim como um gabinete especial de plástico que teve pouca utilização. O jogo recebeu uma opinião mesclada da crítica, que focou em sua premissa incomum. Bubbles foi depois lançado em uma versão online e em consoles domésticos como parte de compilações de jogos de arcade.

## Jogabilidade
Bubbles é um jogo de ação com elementos de quebra-cabeça, onde o jogador controla o protagonista, uma bolha de sabão. O objetivo é limpar uma pia de cozinha movendo a bolha sobre formigas, migalhas de pão e gordura, para absorve-las. O jogador é atrapalhado por inimigos, como escovas, giletes, baratas e esponjas, que são mortais para o personagem. A bolha se torna maior a cada objeto absorvido, sendo que quando atinge certo tamanho, ela adquire um sorriso e se torna invulnerável à escova e à esponja, todavia o contato com elas faz a bolha ficar menor até que fique vulnerável novamente. No jogo, só é possível matar as baratas com uma vassoura, e não há modo de destruir os giletes.
Após acabarem os objetos, o jogador avança de nível se sua bolha é grande o suficiente. Se neste ponto a bolha não tiver tamanho suficiente ou se o jogador entrar no ralo enquanto sua bolha é muito pequena, uma vida é perdida. Uma vez que a bolha se torna grande o bastante o ralo começa a emitir uma luz verde, indicando que o jogador pode entrar e avançar de fase.

## Desenvolvimento
O jogo possui um som monoaural e gráficos Raster, exibidos num Monitor CRT de dezenove polegadas. O conceito inicial foi desenvolvido por John Kotlarik, que pretendia criar um jogo não-violento. Inspirado por Pac-Man, ele imaginou uma jogabilidade semelhante, porém em um espaço aberto ao invés de um labirinto. Python Anghelo promoveu o conceito criando a arte e o cenário. Kotlarik desenhou o protagonista para ter um movimento fluido como se estive numa superfície escorregadiça. O esquema de controles permite à entrada digital operar de maneira similar a uma analógica. Ele programou a bolha para acelerar na direção em que o controle era segurado. Uma vez que ele retorna para a posição inicial, a bolha reduz, lentamente, a velocidade até parar. Anghelo também desenhou as tradicionais máquinas de madeira, assim como as novas, feitas de plástico com um formato cilíndrico, e Gary Berge, um engenheiro mecânico, criou as novas máquinas com um processo de moldagem rotacional.

## Recepção e Legado
O jogo recebeu uma opinião mista da crítica. O autor John Sellers listou Bubbles como um dos jogos de arcade mais estranhos já lançados. Clare Edgeley, da Computer and Video Games, fez declarações similares. Ela criticou o jogo, afirmando que o fundo azul era entediante e que faltava longevidade ao jogo. Já Darran Jones da Retro Gamer definiu o jogo como cativante e obscuro, também expressando o desapontamento de que poucas pessoas ainda se lembram do jogo. Brett Alan Weiss, escritor da Allgame afirmou que Bubbles é um jogo um pouco criticado demais, afirmando que, por mais que não fosse muito empolgante, tinha boas premissa e jogabilidade.
As máquinas arcade de Bubbles tem variados níveis de raridade. As versões "de mesa" e em miniatura, são as mais raras, seguidas pelas versões de plástico e vertical, porém os modelos de plástico são mais valiosos entre os colecionadores. Como as máquinas de plástico eram muito duráveis, elas diminuiriam com o tempo, tornando o dispositivo inoperável. A Williams utilizou este formato para apenas mais um jogo, Blaster, lançado em 1983. Desde seu lançamento, diversos jogadores tem competido para obter a maior pontuação em Bubbles, que desde 1984 é de aproximadamente um milhão e quinhentos mil pontos na versão arcade. Contudo, versões do jogo para outras plataformas possuem recordes diferentes.
O jogo foi depois adaptado para outras plataformas. Em 2000, uma versão online de Bubbles foi ao ar juntamente com outros nove jogos de arcade clássicos no Shockwave.com. Quatro anos depois, a Midway Games também lançou um website que continha a versão do Shockwave. A Williams Eletronics também incluiu o jogo em três compilações de jogos de arcade: a  Williams Arcade's Greatest Hits, de 1996, para SNES, PlayStation, Sega Genesis, e Sega Saturn; a Midway's Greatest Arcade Hits, de 2000, disponível apenas para Dreamcast; e a Midway Arcade Treasures, de 2003 para  GameCube, PlayStation 2, Xbox e PC. 